# Гелі Сузі
Гелі Сузі (ест. Heli Susi; 14 листопада 1929 — 8 червня 2020) — викладачка німецької мови, перекладачка.

## Біографія
Дочка Арнольда Сузі, міністра освіти в уряді Отто Тіефа.
У 1949 році студенткою була заслана до Хакасії, де перебувала до 1958 року. Солженіцін згадує її в «Архіпелазі ГУЛАГ» у розділі про заслання:
У 1952 році маленька, тендітна Гелі Сузі не пішла в сильний мороз на роботу через те, що не мала валянок. За це начальник деревообробної артілі відправив її на 3 місяці на лісоповал — без валянок же. Вона ж у місяці перед пологами просила дати їй легше роботу, не таскати колоди, але їй відповіли: не хочеш — звільняйся. А темна лікарка помилилася у строках її вагітності та відпустила її у декретний за два-три дні до пологів. Там, у тайзі з МВС, багато не посперечаєшся.
Була одружена з художником Олевом Суббі, їхній син Юхан Суббі — фізик. Закінчила Тартуський університет, викладала німецьку мову в Талліннській консерваторії.

## Свідок Архіпелагу
О. І. Солженіцин включив Гелі Сузі у число 257 «свідків Архіпелагу», «чиї оповідання, листи, мемуари та поправки використані при створенні цієї книги». Післямову до книги він закінчує словами «Повний список тих, без кого б ця книга не написалася, передалася, не збереглася — ще час не настав довірити паперу. Знають вони самі. Кланяюсь їм». Пізніше Солженіцин, назвавши своїх таємних помічників «Невидимками», присвятив їм 5-ий додаток до «Бодалося теля з дубом».
Батько Гелі познайомився із Солженіцином у Бутирській в'язниці. Коли батьки Гелі Сузі повернулися до Естонії, їм не дозволили жити в Таллінні, Тарту й інших містах. Їх прихистила Марта Порт на своєму хуторі Коплі-Мярді (ест. Kopli-Märdi, біля села Весула) за 12 км від Тарту. Після публікації «Одного дня Івана Денисовича» Арнольд Сузі та Солженіцин знову знайшли один одного. У вересні 1965 року, коли КДБ захопив значну частину архіву Солженіцина, незакінчений рукопис «Архіпелагу ГУЛАГ» Георгій Тенно таємно вивіз до Естонії. Арнольд Сузі запросив Солженіцина у Коплі-Мярді. Там протягом двох зим — 1965—1966-го та 1966—1967-го років — було дописано «Архіпелаг ГУЛАГ» 70 авторських аркушів за 65 днів першої зими, 81 — другої.
Гелі Сузі на лижах привозила у рюкзаку продукти із міста для Олександра Ісаєвича. Члени сім'ї Сузі з метою конспірації розповідали сусідам, що московський професор, який оселився на хуторі, пише дисертацію. Гелі була і хранителем рукописів Солженіцина, ховали їх у різних місцях: на дачі Сузі на березі річки Агья, у шафі серед білизни у медсестри Ене Армінен, у підвалі будинку на Александрі, будинок 3 у Тарту, де жили Сузі, нарешті, на хуторі колишнього зека Лембіта Аасало, за 80 км від Пярну.

## Сім'я
- Старший брат — Гейно Сузі (1925, Таллінн — 1987 Амбер, Пенсільванія) — письменник і біохімік.
- Молодший брат Арно Сузі (1928—1993), був економістом, доцентом Тартуського університету.

## Нагороди
- 2011 — Орден Державного герба 4 ступеня.

## Пам'ять
У 2019 році Міністерство юстиції Естонії заснувало Премію місії Гелі та Арнольда Сузі за мужність висловлювання, яку «присуджують особам, які наважилися використати силу своїх слів для захисту демократичних цінностей та прав людини».